# Мулова черепаха неушкоджена
Мулова черепаха неушкоджена (Kinosternon integrum) — вид черепах з роду Американські мулові черепахи родини Мулові черепахи.

## Опис
Загальна довжина карапаксу досягає 20,2 см. Спостерігається статевий диморфізм: самці більші за самиць. Голова середнього розміру. На ній присутні щитки конусоподібної або ромбоподібної форми. Кінчик верхньої щелепи гострий та витягнутий. На підборідді є 2 великих вусика, за якими йдуть ще 2—4 пари менших вусиків. Карапакс овальної форми. У молодих черепах помітні 3 кіля на карапаксі, з віком залишається тільки 1 слабко виражений або, взагалі, жодного. Пластрон великий. Перетинка дуже мічна й добре розвинена, що дозволяє черепасі повністю зачинятися у панцирі, стаючи майже неушкодженою. Звідси походить назва цієї черепахи, яка на відміну від інших представників наділена найрозвиненішою перетинкою між карапаксом й пластроном. У самців довгий товстих хвіст з шипом на кінці.
Голова темно—коричнева зверху й світло—сіра або жовто—коричнева знизу. З боків голови можуть бути дрібні темні плями. Шия темно—коричнева або сіра зверху та жовта або рожева з темним малюнком знизу і з боків. Колір карапакса коливається від сірого до жовто—коричневого або темно-коричневого. У світлих особин можуть бути темні плями на карапаксі. Пластрон й перетинка жовтого кольору з темною облямівкою щитків. Кінцівки сіро—коричневі.

## Спосіб життя
Полюбляє річки з перепадами глибин і ставки. Зустрічається на висоті до 3000 м над рівнем моря. Харчується комахами, ракоподібними, молюсками.
Самиця відкладає 15 довгастих яєць з тендітною шкаралупою розміром 30×16 мм. Інкубаційний період триває від 3 до 5 місяців. Розмір карапаксу народжених черепашенят досягає 27 мм.

## Розповсюдження
Мешкає у Мексиці: від пустель Сонора і Чиуауа на півночі по тихоокеанському узбережжю на південь до центру штату Оахака й на схід до Дуранго, Нуево-Леона і заходу Тамауліпас.